# Massenmord in San Francisco
Massenmord in San Francisco (Originaltitel: The Laughing Policeman) ist ein US-amerikanischer Kriminalfilm aus dem Jahr 1973, dessen deutscher Kinostart am 22. März 1974 war.

## Handlung
In San Francisco überfällt ein Unbekannter spätabends einen Bus und tötet mit einer Maschinenpistole alle acht Insassen, darunter den Kriminalbeamten Dave Evans. Offenbar hatte Evans einen Mann namens Gus Niles beschattet, um an Informationen darüber zu gelangen, ob der Geschäftsmann Henry Camarero mit dem Mord an dessen Frau Teresa in Verbindung steht.
Niles, der ebenfalls im Bus getötet wurde, stellt sich als Hauptziel des Anschlags heraus, da er offenbar Henry Camarero dabei half, dessen Beteiligung am Mord an seiner Frau zu verschleiern. 
Entgegen den Anweisungen ihrer Vorgesetzten verfolgen Jake Martin und sein neuer Partner Leo Larsen Camarero durch die Stadt, bis es in einem weiteren Bus zum Showdown kommt.

## Vorlage
Der Film basiert auf dem Roman Endstation für neun aus der Reihe Roman über ein Verbrechen von Maj Sjöwall und Per Wahlöö; in der DDR erschien das Buch unter dem Titel Der lachende Polizist. Es ist die einzige angelsächsische Kino-Adaption eines Sjöwall/Wahlöö-Romans. Der Roman hatte 1971 als erster im Original nicht englischsprachiger Roman den Edgar Allan Poe Award gewonnen.
Bei der Verfilmung wurden der Ort der Handlung von Stockholm nach San Francisco verlegt und die Namen der Hauptfiguren (Martin Beck, Gunvald Larsson) amerikanisiert.